# Oceanside (California)
Oceanside es una ciudad del condado de San Diego en el estado estadounidense de California. En el año 2010 tenía una población de 183.095 habitantes y una densidad poblacional de 3.772,45 personas por km². Junto con Vista y Carlsbad, forman el "Tri-City area", conocido en español como "el área de las tres ciudades". La ciudad está localizada justo al sur de Camp Pendleton, la base militar más ocupada de Estados Unidos. Oceanside ha tenido un dramático incremento en su población desde los años 1970, cuando su población apenas alcanzaba las 45.000 personas. La mayoría del área de la ciudad fue desarrollada con casas familiares residenciales y casas rodantes durante los años 1970 y 1980. Desde los años 1990, la ciudad ha aumentado el desarrollo industrial y comercial, lo que ha ayudado a diversificar la base económica de Oceanside.

## Geografía
Oceanside se encuentra ubicada en las coordenadas 33°12′42″N 117°19′33″O / 33.21167, -117.32583. Según la Oficina del Censo, la ciudad tiene un área total de 107,7 km² (41,6 mi²), de la cual 105,1 km² (40,6 mi²) es tierra y 2,5 km² (1 mi²) (2,36%) es agua.

## Demografía

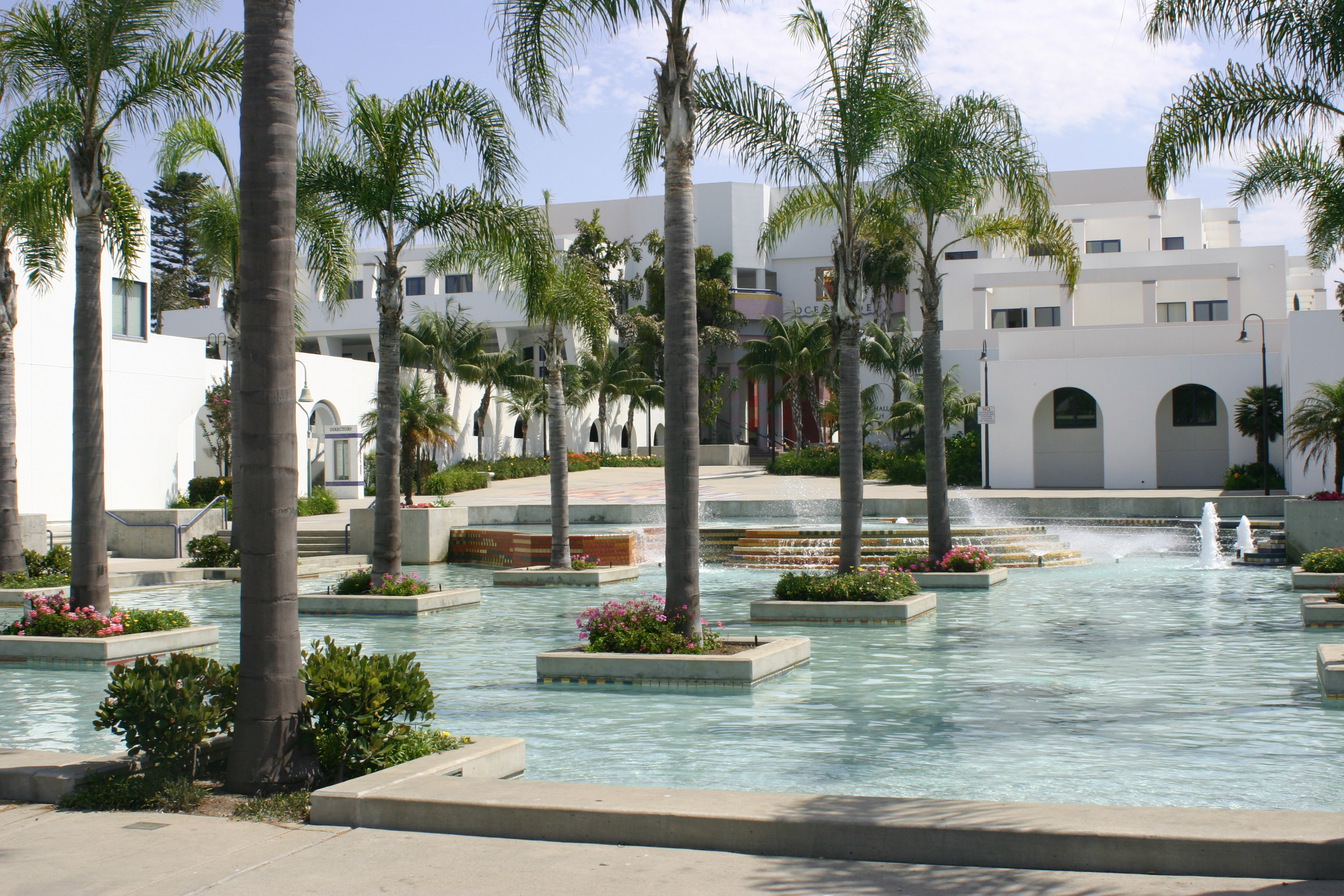
Ayuntamiento de Oceanside.

En el censo del año 2000, había 161.029 personas, 56.488 hogares, y 39.259 familias residiendo en la ciudad. La densidad poblacional fue de 1.531,7/km² (3.967,2/mi²). Había 59.581 casas con una densidad promedia del 566,7/km² (1.467,9/mi²). La demografía de la ciudad fue del 53,6% blanco, 6,3% afroamericanos, 0,4% amerindios o nativos de Alaska, 5,5% asiáticos, 1,2% polinesios, 0,1% de otras razas, y el 3,2% de dos o más razas. El 30,2% de la población fue hispana de cualquier raza. (Estas cifras se han ajustado para clasificar a los hispanos como un grupo separado de los blancos, negros, asiáticos y otras razas; en los datos del censo de EE. UU. no separan a los latinos de esta manera.)
En 2000, había 56.488 hogares de la cual el 35,0% tenían niños menores de 18 años viviendo con ellos, el 54,1% eran parejas casadas viviendo juntos, el 11,0% tenía una mujer como el principal de la familia sin un esposo, y el 30,5% no eran familias. El 22,7% de todos los hogares eran individuos en la cual el 10,2% tenían a alguien igual o mayor a 65 años de edad. El promedio de un hogar era de 2,83 y el promedio de una familia era de 3,33 personas.

## Ciudades hermanadas
La ciudad de Oceanside tiene cuatro ciudades hermanas, designadas por Sister Cities International, Inc. (SCI):
- Pago Pago, Samoa Americana
- Kisarazu, Japón
- Fuji, Japón
- Ensenada, México

## Películas y series de televisión filmadas en Oceanside
- El Zorro
- Bring It On
- Top Gun
- The Whole Ten Yards
- Veronica Mars
- American Vandal, serie de Netflix
- Animal Kingdom, serie de TNT